# Pigeonite
La pigeonite est un minéral d'aspect vitreux et mat, et de couleur brune — qui peut être un brun pourpré, violet ou verdâtre — ou noire. De formule chimique (Mg,Fe,Ca)2(SiO3)2, c'est un clinopyroxène, c’est-à-dire un silicate de la famille des inosilicates à chaîne simple ; c'est une solution solide peu calcique, variant surtout d'un pôle ferrifère à un pôle magnésien. Cristallisant dans le système cristallin monoclinique comme l'augite, elle en est cependant séparée par un hiatus de miscibilité.
La pigeonite est présente dans des roches lunaires et des météorites.
La pigeonite tire son nom de Pigeon Point dans le comté de Cook (Minnesota), péninsule inhabitée des rives du Lac Supérieur où elle a été découverte en 1900, par Alexander N.  Winchell (it),.